# توماش فورنال
توماش فورنال (لفظ لهستانی : [ˈtɔmaʂ ˈfɔrnal] ; متولد ۳۱ اوت ۱۹۹۷)، والیبالیست حرفه ای لهستانی است. او عضو تیم ملی لهستان ، دارنده نشان نقره مسابقات جهانی ۲۰۲۲ و قهرمانی در لیگ لهستان در سال ۲۰۲۱ است.  در سطح باشگاهی حرفه ای، او برای یازچمبسکی ونگل در پلاس لیگا لهستان بازی می کند.